# 李德水 (政治人物)
李德水（1944年7月—），男，江西玉山人，中华人民共和国政治人物。大学本科毕业。高级工程师。

## 生平
1968年7月，自江西冶金学院毕业后，被分配到安徽马鞍山钢铁公司工作，曾经担任工段长、调度员。1977年，到中华人民共和国冶金部规划院工作。1984年，到中华人民共和国国家计划委员会工作。1985年11月加入中国共产党。1988年任长期规划司产业规划一处副处长，1989年后任长期规划司产业规划一处、长期规划和产业政策司处长，1992年任国民经济综合司副司长，1996年5月任国民经济综合司司长。
1996年11月，出任四川省重庆市人民政府副市长。1997年6月任重庆市人民政府副市长。1999年11月，任国务院研究室副主任、党组成员。2002年4月，任中国国际工程咨询公司党组书记、副总经理。2003年3月，任中华人民共和国国家统计局党组书记、局长。根据中国共产党中央委员会2005年11月7日中委〔2005〕255号通知，中央批准：邱晓华任中共国家统计局党组书记；免去李德水的国家统计局党组书记职务。根据中华人民共和国国务院2006年3月11日国人字〔2006〕16号通知，任命邱晓华为国家统计局局长；免去李德水的国家统计局局长职务。
2008年，当选第十一届全国政协委员，代表经济界，分入第三十四组。并担任第十一届全国政协经济委员会副主任。